# مقاطعة جديار ناد سازافو
مقاطعة جديار ناد سازافو (بالتشيكية: Okres Žďár nad Sázavou)‏ هي مقاطعة (أوكريس) في إقليم فيسوتشنا في جمهورية التشيك.
عاصمة هذه المقاطعة هي جديار ناد سازافو.

## اقرأ أيضاً
- مقاطعات جمهورية التشيك